# Nicholas Ware

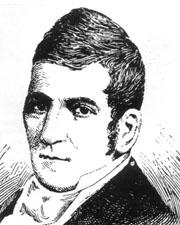
Nicholas Ware

Nicholas Ware (* 1769 im Caroline County, Colony of Virginia; † 7. September 1824 in New York City) war ein US-amerikanischer Politiker (Demokratisch-Republikanische Partei), der den Bundesstaat Georgia im US-Senat vertrat.
Einige Jahre nach seiner Geburt in Virginia zog Nicholas Ware mit seinen Eltern zunächst nach Edgefield in South Carolina, ehe sich die Familie in Augusta (Georgia) niederließ. Er erhielt eine umfassende Ausbildung und studierte Medizin sowie später auch die Rechtswissenschaften, wobei er sowohl in Augusta als auch an der Litchfield Law School in Connecticut das juristische Handwerk erlernte. Nach der Aufnahme in die Anwaltskammer begann er in Augusta zu praktizieren.
Bald schlug Ware auch eine politische Laufbahn ein. Zwischen 1808 und 1811 gehörte er erstmals dem Repräsentantenhaus von Georgia an; eine zweite Amtszeit in dieser Parlamentskammer folgte von 1814 bis 1815. Von 1819 bis 1821 war er Bürgermeister in Augusta und damit Amtsnachfolger von Freeman Walker, nach dessen Rücktritt als US-Senator am 6. August 1821 Nicholas Ware die fällige Nachwahl gewann und ab dem 10. November desselben Jahres das vakante Mandat im Kongress übernahm. Dort verblieb er bis zu seinem Tod im Jahr 1824. Nach der Aufspaltung der Democratic Republicans in mehrere Faktionen hatte er zu den Crawford Republicans gezählt, den Anhängern von William Harris Crawford.
Nach ihm ist Ware County in Georgia benannt.